# 고성 옥천사 청련암 철제 솥
고성 옥천사 청련사 철제 솥(固城 玉泉寺 靑蓮庵 鐵製 釜)은 대한민국 경상남도 고성군 개천면 연화리, 연화산 옥천사 산내암자인 청련암 경내에 보존되어 있는 조선시대의 철제 솥이다. 2019년 12월 12일 경상남도의 문화재자료 제662호로 지정되었다.

## 지정 사유
｢고성 옥천사 청련암 철제솥｣은 고성군 연화산 옥천사 산내암자인 청련암 경내에 보존되어 있으며 그 규모로 볼 때 흔치 않은 솥이다. 조선시대 제작된 것으로 전해오며, 고성 옥천사가 종이 제작과 관련 있었던 사찰임을 고려하면 이와 관련된 솥으로 추정되는 역사성을 가진 문화재이므로 경상남도 문화재자료로 지정한다.

## 참고 문헌
- 고성 옥천사 청련암 철제 솥 - 국가유산청 국가유산포털